# Satya Nadella
Satya Narayana Nadella (ur. 19 sierpnia 1967 w Hajdarabadzie) – amerykańsko-hinduski menedżer. Jest dyrektorem generalnym firmy Microsoft, powołany na prezesa zarządu 4 lutego 2014. Zanim został CEO w firmie Microsoft, był wiceprezesem grupy Enterprise oraz Microsoft Cloud, odpowiedzialny za tworzenie i uruchomienie platform, narzędzi programistycznych oraz chmury obliczeniowej.

## Wczesne lata
Satya Nadella urodził się w mieście Hajdarabad, w stanie Andhra Pradesh (obecnie Telangana) w Indiach. Jego ojciec był urzędnikiem w Indyjskich Służbach Administracyjnych. Satya uczęszczał do szkoły publicznej w Begumpet. Studiował na Mangalore University, gdzie w Instytucie Technologii w 1987 r. obronił tytuł inżyniera elektroniki i telekomunikacji.
Nadella następnie udał się do Stanów Zjednoczonych kontynuując studia magisterskie na kierunku informatycznym na University of Wisconsin-Milwaukee. Dyplom otrzymał w 1990 r., a później uzyskał tytuł MBA na University of Chicago Booth School of Business.

## Podsumowanie kariery
Satya Nadella pracował w Sun Microsystems przed dołączeniem do firmy Microsoft w 1992 r.
W firmie Microsoft Nadella prowadził duże projekty, między innymi był odpowiedzialny za rozwój chmury obliczeniowej jako jednej z największych rozwiązań chmury na świecie.
Pracował również jako starszy wiceprezes działu R & D oraz wiceprezes Microsoft Business Division.
Pomagał również w rozwoju baz danych firmy Microsoft, Windows Server oraz Azure. Przychody z usług chmury wzrosły do 20,3 mld dolarów w czerwcu 2013, z 16,6 mld dolarów, kiedy to objął stanowisko w 2011 r.
W 2013 r. wynagrodzenie podstawowe Nadelli wynosiło 700 tys. dolarów, wliczając premie wyniosło 7,6 mln dolarów.
Poprzednie stanowiska Satya Nadelli to:
- Prezes działu Server & Tools (9 lutego 2011 – luty 2014)
- Starszy Wiceprezes R & D (marzec 2007 – luty 2011)
- Wiceprezes Wydziału Biznesu
- Wiceprezes Business Solutions oraz Search & Advertising Platform
- Wiceprezes grupy Cloud & Enterprise

4 lutego 2014 został ogłoszony nowym CEO firmy Microsoft. Jest trzecim prezesem w historii firmy.

## Życie osobiste
Satya ożenił się w 1992 r. Ma troje dzieci: syna i dwie córki. Mieszka w Bellevue w stanie Waszyngton. Nadella jest zapalonym czytelnikiem poezji amerykańskiej i indyjskiej, lubi grać w krykieta. Twierdzi, że przywództwa oraz pracy zespołowej nauczył się z gry w krykieta.